# Wu Zhaodi
Wu Zhaodi (xinès simplificat: 武兆堤) (Pittsburgh, 1920 - 1992) va ser un actor, guionista i director de cinema xinès. Reconegut per haver filmat pel·lícules de guerra i de caràcter patriòtic durant la Revolució Cultural.

## Biografia
Wu Zhaodi de nom de naixement Dong Gang, va néixer el 18 de novembre de 1920 a Pittsburgh (Pensilvània) als Estats Units. Els pares de Wu eran dos intel·lectuals xinesos originaris de la província xinesa de Shanxi, estudiaven als Estats Units i van tornar a la Xina quan Wu tenia cinc anys. El 1932, es va graduar a l'escola primària i a l'escola mitjana Taiyuan Chengcheng. El 1938, va ingressar a la Universitat Nacional Revolucionària de Shanxi per estudiar art. El 1939, en desacord amb les polítiques del Guomindang va anar a Yan'an i es va canviar el nom per "Wu Zhaodi". Després d'arribar a Yan'an, va estudiar a la Universitat Militar i Política Antijaponesa, es va unir al Partit Comunista de la Xina i va començar a fer d'actor en un grup teatral de la Universitat. Durant la guerra de Corea va ingressar en l'exercit xinès que recolzava les forces de Corea del Nord. Més tard el 1955 va estudiar l'Acadèmia de Cinema de Pequín.

#### Carrera cinematogràfica
Després de la fundació de la República Popular de la Xina va treballar com a guionista la Cultural Film Bureau i com a director a l'Estudi de cinema de Changchun on va dirigir pel·lícules com 平原游击队 (Pingyuan Youjidui) del 1955 i 英雄儿女 (Yingxiong Ernü) del 1964. Aquesta darrera traduïda a l'anglès com "Heroic sons and Daugthers", amb una versió subtitulada al català.
Durant la Revolució Cultural al costat, entre d'altres, de Xie Tieli i Sang Hu, amb el film "Shajiabang" va ser uns dels directors que va col·laborar amb el govern de Mao Zedong al servei de la ideologia del moment.
El 1980, Wu Zhaodi va ser nomenat pel Ministeri de Cultura com a director adjunt i director de Beijing Film Studio.Va morir el 3 de setembre de 1992.

## Filmografia destacada
| Any  | Títol xinès    | Títol anglès                    | Notes                               |
| ---- | -------------- | ------------------------------- | ----------------------------------- |
| 1949 | 回到自己隊伍來 | Return to His Own Troops        | Actor                               |
| 1954 | 無窮的潛力     | Boundless Potentiality          | Actor                               |
| 1955 | 平原游擊隊     | The Guerrillas Sweep the Plains | Director                            |
| 1959 | 冰上姐妹       | Sisters on Ice                  | Guionista i director                |
| 1962 | 七天七夜       | Seven Days and Nights           | Director                            |
| 1964 | 英雄兒女       | Heroic Sons and Daughters       | Guionista i director                |
| 1971 | 沙家浜         | Shajiabang                      | Codirigida amb Ma Lu i Jiang Shusen |
| 1974 | 平原游擊隊     | Guerrillars Sweep the Plain     | Director                            |
| 1980 | 山重水復       | Sleeping Tiger Ridge            | Guionista i director                |